# La Galera (Spagna)
La Galera è un comune spagnolo di 843 abitanti situato nella comunità autonoma della Catalogna.